# Siphosturmia confusa
Siphosturmia confusa là một loài ruồi trong họ Tachinidae.